# Livada (Nordmazedonien)
Livada (mazedonisch Ливада; albanisch definit Livadhia, indefinit Livadhi, im örtlichen gegischen Dialekt Livadhëja bzw. Livadhëj) ist ein Dorf in der Opština Struga im Südwesten Nordmazedoniens. Es befindet sich im Osten der Ebene von Struga, welche sich nördlich des Ohridsees anschließt und im Westen vom Schwarzen Drin durchflossen wird. Südöstlich von Livada fließt die Sateska.

## Bevölkerung
Livada hat 1.132 Einwohner (Stand: 2021). Davon waren ethnisch gesehen 1.111 muslimische Albaner, 21 gehörten anderen Ethnien an.

## Gliederung und Verkehr
Livada besteht aus einem nördlichen und einem südlichen Dorfteil. Beide werden durch unbebaute Wiesen getrennt und durch eine Straße verbunden. Livada hat mit den Nachbardörfern Delogoždi im Norden, Korošišta im Nordosten, Volino im Südosten, Draslajca im Südwesten und Bidževo im Westen direkte Straßenverbindungen.
Bis zur Gemeindehauptstadt Struga sind es über Draslajca rund acht Kilometer.

## Bildung und Gesundheit
Zwischen den beiden Dorfteilen steht die Grundschule, in die Schüler bis zur achten Klasse in den Unterricht gehen. Auch albanische Schüler aus den Nachbardörfern kommen in dieses Schulhaus. Weiter verfügt Livada über eine kleine Poliklinik.

## Kultur
Der albanische kulturelle und künstlerische Verein „Drita“ gehört zu den bekanntesten der Region Struga. Seine Folklore-Tanzgruppe ist schon bei verschiedenen Festivals aufgetreten. Der Fußballclub „Dinamo“ erfreut sich im Dorf ebenfalls großer Beliebtheit.
Gegenüber der Grundschule steht eine Büste von Skanderbeg.

## Wirtschaft
Die Mehrheit der Erwerbstätigen ist in der Landwirtschaft und Viehzucht beschäftigt. So werden die das Dorf umgebenden Flächen für diesen Wirtschaftszweig rege genutzt. Die landwirtschaftlichen Aktivitäten sind jedoch seit dem Zerfall Jugoslawiens rapide zurückgegangen. Infolgedessen und wegen der hohen Arbeitslosigkeit ist der Großteil ausgewandert. Ein kleiner Teil arbeitet im Gewerbe und in der Industrie.

## Söhne und Töchter
- Ziadin Sela (* 1972), Politiker
- Artim Shaqiri (* 1973), Fußballspieler und -manager